# Elvia glaucata
Elvia glaucata là một loài bướm đêm trong họ Geometridae.